# Myotis chinensis
Myotis chinensis är en fladdermusart som först beskrevs av Robert Fisher Tomes 1857. Myotis chinensis ingår i släktet Myotis och familjen läderlappar. Internationella naturvårdsunionen kategoriserar arten globalt som livskraftig. Inga underarter finns listade i Catalogue of Life.
Arten blir 91 till 97 mm lång (huvud och bål), har en 53 till 58 mm lång svans och 64 till 69 mm långa underarmar. Bakfötterna är 16 till 18 mm långa och öronen är 20 till 23 mm stora. På ovansidan förekommer mörkbrun päls med olivgrön skugga och undersidans päls är mörkgrå med ljusare hårspetsar. Vid fötterna finns en lång hälsporre (calcar).
Denna fladdermus förekommer i sydöstra Kina, östra Myanmar, norra Laos och norra Vietnam. En liten population lever på Hainan. Kanske finns arten även i norra Thailand. Myotis chinensis vistas i låglandet och i låga bergstrakter upp till 1000 meter över havet. Arten vilar i grottor och föredrar områden med vattendrag. Växtligheten kan däremot variera.